# Association sportive Maïka
Actualités
Association Sportive Maïka est un club de football d'Uvira en République démocratique du Congo. Le club évolue en première division lors de la saison 2008.